# Jerry Sichting
Jerry Lee Sichting (Martinsville, 29 novembre 1956) è un ex cestista e allenatore di pallacanestro statunitense, professionista nella NBA.

## Carriera
Venne selezionato dai Golden State Warriors al quinto giro del Draft NBA 1979 (82ª scelta assoluta).

## Palmarès

### Giocatore
- Campionato NBA: 1

Boston Celtics: 1986